# Ewelina Barej
Ewelina Barej (ur. 19 października 1987) – polska kulturystka, Mistrzyni Europy juniorek Fitness z 2005 r., Mistrzyni Świata juniorek z 2006 roku.
Uczennica Studium Medycznego na kierunku technika dentystyczna. W 2008 roku wzięła udział w reklamie dla Aminostara.

## Tytuły mistrzowskie
| Zawody                                                                             | Lokata |
| ---------------------------------------------------------------------------------- | ------ |
| Mistrzostwa Europy Fitness 2008 (klasa seniorek) Skopje                            | 3.     |
| Mistrzostwo Śląska w Kulturystyce i Fitness 2006 (klasa juniorek) Agrygent         | 1.     |
| Mistrzostwo Polski w Kulturystyce i Fitness 2006 Zabrze                            | 1.     |
| Mistrzostwo Polski w Kulturystyce i Fitness 2005 Gdańsk                            | 1.     |
| Mistrzostwo Polski w Kulturystyce i Fitness 2005 (klasa juniorek) Gdańsk           | 1.     |
| Mistrzostwo Polski w Kulturystyce i Fitness 2005 (klasa seniorek) Mińsk Mazowiecki | 1.     |
| Mistrzostwa Świata w Kulturystyce i Fitness 2005 (klasa juniorek) Budapeszt        | 2.     |
| Mistrzostwo Europy w Fitness 2005 (klasa juniorek) Białystok                       | 1.     |
| Mistrzostwo Polski w Fitness 2004 (klasa seniorek) Warszawa                        | 1.     |
| Mistrzostwo Polski w Fitness 2003 (klasa juniorek) Kazimierz Biskupi               | 1.     |
| Mistrzostwo Europy w Kulturystyce i Fitness 2003 (klasa juniorek) Brno             | 2.     |
| Mistrzostwo Polski w Fitness 2003 Białystok                                        | 3.     |
| Mistrzostwo Polski w Fitness 2002 (klasa juniorek) Kazimierz Biskupi               | 2.     |